# 1975 XF
1975 XF är en asteroid i huvudbältet som upptäcktes den 1 december 1975 av den båda chilenska astronomerna Carlos R. Torres och Sergio Barros på Cerro El Roble.
Asteroiden har en diameter på ungefär 2 kilometer.